# Ayuntamiento de Villajoyosa
El Ayuntamiento de Villajoyosa (en valenciano: Ajuntament de la Vila Joiosa) es el órgano encargado del gobierno y administración del municipio de Villajoyosa, situado en la provincia de Alicante, Comunidad Valenciana, España. Está presidido por el alcalde. En 2023 ocupa dicho cargo Marcos Enrique Zaragoza Mayor, del PP. Esta administración tiene su sede en la calle Mayor, 14.

## Alcaldes
| Periodo   | Nombre                                       | Partido                                                              |
| --------- | -------------------------------------------- | -------------------------------------------------------------------- |
| 1979-1983 | José Francisco Riquelme Valero               | Partit Socialista del País Valencià (PSPV-PSOE)                      |
| 1983-1987 | José Francisco Riquelme Valero               | Partit Socialista del País Valencià (PSPV-PSOE)                      |
| 1987-1991 | Juan Segovia Esquerdo                        | Partit Socialista del País Valencià (PSPV-PSOE)                      |
| 1991-1995 | Juan Segovia Esquerdo                        | Partit Socialista del País Valencià (PSPV-PSOE)                      |
| 1995-1999 | Juan Segovia Esquerdo                        | Partit Socialista del País Valencià (PSPV-PSOE)                      |
| 1999-2003 | José Miguel Llorca Senabre                   | Partido Popular (PP)                                                 |
| 2003-2007 | José Miguel Llorca Senabre                   | Partido Popular (PP)                                                 |
| 2007-2011 | Gaspar Lloret Valenzuela Jaime Lloret Lloret | Partit Socialista del País Valencià (PSPV-PSOE) Partido Popular (PP) |
| 2011-2015 | Jaime Lloret Lloret                          | Partido Popular (PP)                                                 |
| 2015-2019 | Andreu Verdú Reos                            | Partit Socialista del País Valencià (PSPV-PSOE)                      |
| 2019-2023 | Andreu Verdú Reos                            | Partit Socialista del País Valencià (PSPV-PSOE)                      |
| 2023-act. | Marcos Enrique Zaragoza Mayor                | Partido Popular (PP)                                                 |

## Pleno
| Partido político | Partido político                                                           | 2023   | 2019   | 2015   | 2011   | 2007   | 2003   | 1999   | 1995   | 1991   | 1987   | 1983   | 1979   |
| Partido político | Partido político                                                           | Ediles | Ediles | Ediles | Ediles | Ediles | Ediles | Ediles | Ediles | Ediles | Ediles | Ediles | Ediles |
|                  | Partido Popular (PP)-Alianza Popular (AP)                                  | 10     | 6      | 6      | 11     | 10     | 12     | 12     | 8      | 4      | 5      | 3      | 0      |
|                  | Partit Socialista del País Valencià (PSPV-PSOE)                            | 6      | 8      | 6      | 5      | 7      | 7      | 6      | 9      | 12     | 11     | 14     | 6      |
|                  | Compromís-Bloc Nacionalista Valencià (BNV)-Unitat del Poble Valencià (UPV) | 2      | 2      | 3      | —      | 1      | 1      | 1      | 2      | 1      | 0      | —      | —      |
|                  | Vox                                                                        | 2      | 0      | —      | —      | —      | —      | —      | —      | —      | —      | —      | —      |
|                  | Centro Democrático y Social (CDS)-Unión de Centro Democrático (UCD)        | —      | —      | —      | —      | —      | —      | —      | —      | 0      | 2      | 0      | 6      |
|                  | Esquerra Unida del País Valencià (EUPV)-Partido Comunista de España (PCE)  | 0      | 0      | 1      | 3      | 1      | —      | 1      | 2      | 0      | 1      | 0      | 5      |
|                  | Izquierda Valenciana (IV)                                                  | —      | —      | —      | —      | —      | —      | —      | —      | —      | —      | —      | 3      |
|                  | Agrupación Independiente de Villajoyosa (AITV)                             | —      | —      | —      | —      | —      | —      | —      | —      | —      | —      | —      | 1      |
|                  | Acción Valenciana (AV)                                                     | —      | —      | —      | —      | —      | —      | —      | —      | —      | —      | 2      | —      |
|                  | Partido Demócrata Liberal (PDL)                                            | —      | —      | —      | —      | —      | —      | —      | —      | —      | —      | 2      | —      |
|                  | Partido Demócrata Popular (PDP)                                            | —      | —      | —      | —      | —      | —      | —      | —      | —      | 1      | AP     | —      |
|                  | Unió Valenciana (UV)                                                       | —      | —      | —      | —      | —      | —      | 0      | 0      | 1      | 1      | —      | —      |
|                  | Partido Socialdemócrata Independiente (PSI)                                | —      | —      | —      | —      | —      | —      | —      | —      | 3      | —      | —      | —      |
|                  | Iniciativa Independiente (II)                                              | —      | —      | —      | —      | 2      | 1      | 1      | —      | —      | —      | —      | —      |
|                  | Gent per La Vila (GPV)                                                     | 1      | 1      | 2      | 2      | —      | —      | —      | —      | —      | —      | —      | —      |
|                  | Ciudadanos (CS)                                                            | 0      | 4      | 3      | —      | —      | —      | —      | —      | —      | —      | —      | —      |

## Resultados electorales
| Partido político                                | 2023  | 2023  | 2023       | 2019  | 2019  | 2019       | 2015  | 2015  | 2015       | 2011  | 2011  | 2011       | 2007  | 2007  | 2007       |
| Partido político                                | Votos | %     | Concejales | Votos | %     | Concejales | Votos | %     | Concejales | Votos | %     | Concejales | Votos | %     | Concejales |
| Partido Popular (PP)                            | 5565  | 37,84 | 10         | 3041  | 22,28 | 6          | 3461  | 24,20 | 6          | 6490  | 43,81 | 11         | 6214  | 43,19 | 10         |
| Partit Socialista del País Valencià (PSPV-PSOE) | 3668  | 24,94 | 6          | 4294  | 31,47 | 8          | 3567  | 24,95 | 6          | 3077  | 20,77 | 5          | 4803  | 33,38 | 7          |
| Compromís                                       | 1362  | 9,26  | 2          | 1227  | 8,99  | 2          | 1682  | 11,76 | 3          | 433   | 2,92  | 0          | 993   | 6,90  | 1          |
| Vox                                             | 1136  | 7,72  | 2          | 476   | 3,48  | 0          | —     | —     | —          | —     | —     | —          | —     | —     | —          |
| Gent per La Vila (GPV)                          | 754   | 5,12  | 1          | 929   | 6,80  | 1          | 1028  | 7,19  | 2          | 1252  | 8,45  | 2          | —     | —     | —          |
| Podem-Esquerra Unida del País Valencià (EUPV)   | 499   | 3,39  | 0          | 575   | 4,21  | 0          | 768   | 5,37  | 1          | 1867  | 12,60 | 3          | 934   | 6,49  | 1          |
| Ciudadanos (CS)                                 | 490   | 3,33  | 0          | 2048  | 15,01 | 4          | 1994  | 13,95 | 3          | —     | —     | —          | —     | —     | —          |

## Historia
El 20 de octubre de 2010 algunos medios de comunicación anunciaron que el Ayuntamiento había entrado en suspensión de pagos con una deuda de 11,2 millones de euros, pero el Ayuntamiento lo desmintió.

## Evolución de la deuda viva municipal
El concepto de deuda viva contempla sólo las deudas con cajas y bancos relativas a créditos financieros, valores de renta fija y préstamos o créditos transferidos a terceros, excluyéndose, por tanto, la deuda comercial.
| Gráfica de evolución de la deuda viva del Ayuntamiento entre 2008 y 2023                              |
| |
| Deuda viva del Ayuntamiento de Villajoyosa, en miles de euros, según datos del Ministerio de Hacienda |